# Sertularella erratum
Sertularella erratum är en nässeldjursart som beskrevs av Vervoort och Watson 2003. Sertularella erratum ingår i släktet Sertularella och familjen Sertulariidae. Inga underarter finns listade i Catalogue of Life.